# 島根県の市町村章一覧
島根県の市町村章一覧（しまねけんのしちょうそんしょういちらん）は、島根県内の市町村に制定されている、あるいは制定されていた市町村章の一覧である。なお、一覧の順序は全国地方公共団体コード順による。廃止された市町村章は廃止日から順に掲載している。

## 市部
| 市     | 市章 | 由来                                                                                     | 制定日        | 備考                                                                          |
| ------ | ---- | ---------------------------------------------------------------------------------------- | ------------- | ----------------------------------------------------------------------------- |
| 松江市 |      | 「松」を公木と崩して図案化し、城址亀田山に因み、外郭は「亀田」、中は「松葉」を表したもの | 2005年3月31日 | 旧・松江市制時の1898年12月20日に制定され、新制施行後に継承される              |
| 浜田市 |      | 「波」を図案化したものを「浜」と表し、星を配している                                     | 2006年2月23日 | 旧・浜田市制時の1940年12月21日に制定され、新制施行後に継承される              |
| 出雲市 |      | 「出」を図案化したもの                                                                   | 2005年3月22日 | 2代目の市章である                                                             |
| 益田市 |      | 「マスダ」を図案化したもの                                                               | 1953年4月10日 | 1923年に益田町章として制定されていたのを市制施行後に一部修正して継承される    |
| 大田市 |      | 「大」を矢印と円の形に図案化したもの                                                     | 2006年4月1日  | 旧・大田市制時の1954年6月30日に制定され、新制施行後に継承される               |
| 安来市 |      | 「安」を図案化したもの                                                                   | 2004年10月1日 | 2代目の市章である 色は緑色・橙色・青色が指定されている                        |
| 江津市 |      | 「G」を基本とし、中央から外に向かって伸びる二枚の翼を表したもの                          | 2004年10月1日 | 2代目の市章である 色は緑色・赤色・青色が指定されている                        |
| 雲南市 |      | 「U」を図案化したもの                                                                    | 2004年11月1日 | 赤色と橙色が指定されている 2004年9月26日に公表され、2004年11月1日に制定される |

## 町村部
| 郡     | 町村       | 町村章 | 由来                                                                                      | 制定日         | 備考                                                               |
| ------ | ---------- | ------ | ----------------------------------------------------------------------------------------- | -------------- | ------------------------------------------------------------------ |
| 仁多郡 | 奥出雲町   |        | 四つの「輪」を表したもの                                                                  | 2005年12月21日 | 色はシアン・マゼンタ・黄色・黒色の四色の内の何れかを指定している   |
| 飯石郡 | 飯南町     |        | 旧赤来町・旧頓原町がしっかりと腕を組み和と団結を図っているのを表し、「i」を図案化したもの | 2005年1月21日  |                                                                    |
| 邑智郡 | 川本町     |        | 「川」と「水」を象って中央に配したもの                                                    | 1965年4月8日   |                                                                    |
| 邑智郡 | 美郷町     |        | 「み」を図案化したもの                                                                    | 2004年10月1日  | 色は楕円は赤色・上方の円弧は青色・下方の円弧は緑色が指定されている |
| 邑智郡 | 邑南町     |        | 「邑」を図案化したもの                                                                    | 2004年10月1日  | 色は青色が指定されている                                           |
| 鹿足郡 | 津和野町   |        | 石見地方の「石」と二つの「巴」で表しているもの                                            | 2005年9月25日  | 2代目の町章である                                                  |
| 鹿足郡 | 吉賀町     |        | 「吉」を図案化したもの                                                                    | 2005年10月1日  | 色は黄色・緑色・青色・白色が指定されている                         |
| 隠岐郡 | 海士町     |        | 下方の三は水で、輪郭は波を表し、「海」中央部のキクは「士」形を成し、それらを表したもの    | 1915年7月8日   | 海士村章として制定されていたものを町制施行後に継承される           |
| 隠岐郡 | 西ノ島町   |        | 西ノ島町の地形を表したもの                                                                | 1971年1月1日   |                                                                    |
| 隠岐郡 | 知夫村     |        | 「知夫」を円形に図案化したもの                                                            | 1966年3月      |                                                                    |
| 隠岐郡 | 隠岐の島町 |        | 「0」と日本海の波頭を表したもの                                                           | 2005年10月1日  | 色は水色と青色が指定されている                                     |

## 廃止された市町村章
| 市郡   | 町村     | 市町村章              | 由来 | 制定日         | 廃止日        | 備考 |
| ------ | -------- | --------------------- | --- | -------------- | ------------- | --- |
| 那賀郡 | 伊南村   |                       | 不明 | 1918年         | 1923年2月11日 | |
| 能義郡 | 安来町   |                       | 安来公園の社日桜を表したもの | 不明           | 1954年4月1日  | |
| 八束郡 | 玉湯町   |                       | 2つの勾玉を束ねたもの | 不明           | 1979年6月     | 初代の町章である                                                                                          |
| 安来市 |          |                       | 「安ギ」を図案化したもの | 1954年4月1日   | 2004年10月1日 | 初代の市章である 1954年4月26日に再制定された 色は赤色が指定されている                                     |
| 能義郡 | 広瀬町   |                       | 「吐月山」を図案化したもの | 1899年6月10日  | 2004年10月1日 | 旧・広瀬町制時に制定され、新・広瀬町制時に継承された                                                      |
| 能義郡 | 伯太町   |                       | 「伯太」を図案化したもの | 1954年7月1日   | 2004年10月1日 | 色は緑色が指定されている                                                                                  |
| 江津市 |          |                       | 「江ツ」を鳥の形に図案化したもの | 1954年10月8日  | 2004年10月1日 | 初代の市章である                                                                                          |
| 邑智郡 | 桜江町   |                       | 「サ」を図案化したもの | 1956年1月1日   | 2004年10月1日 | |
| 邑智郡 | 邑智町   |                       | 「邑」を図案化し、周囲の円は融和と発展を表したもの | 1958年10月     | 2004年10月1日 | |
| 邑智郡 | 大和村   |                       | 円形は「大和」、左右の三本の筋は合併前に三村（都賀村・都賀行村・布施村）を表したもの                                                                    | 1967年         | 2004年10月1日 | |
| 邑智郡 | 瑞穂町   |                       | 中心に「円」・生産性を表すために「稲束（イネの束）」を表したもの                                                                                        | 1964年8月19日  | 2004年10月1日 | |
| 邑智郡 | 石見町   |                       | 「い」を図案化したもの | 1957年7月26日  | 2004年10月1日 | |
| 邑智郡 | 羽須美村 |                       | 「羽」を図案化したもの | 1967年2月11日  | 2004年10月1日 | |
| 隠岐郡 | 西郷町   |                       | 隠岐（隠岐島後）の玄関である西郷港（西郷湾）を図案化し、上部に西郷市街地・左右に愛宕山・中央部は日本海を表したもの                                      | 1984年10月7日  | 2004年10月1日 | 1921年刊行の「西郷町誌」で発案・使用されていたものを1984年10月7日に告示された                             |
| 隠岐郡 | 布施村   |                       | 三本（三箇所の部落である飯美・卯敷・布施を表している）の杉・松を使ったもの                                                                              | 1916年3月31日  | 2004年10月1日 | 1914年に制定されたものを再制定したもの                                                                    |
| 隠岐郡 | 五箇村   |                       | 全体の円形は村の融和と団結、中央の空白部分は「ゴ」を表したもの                                                                                          | 1979年         | 2004年10月1日 | 制定前は作成されていなかった                                                                              |
| 隠岐郡 | 都万村   |                       | 左右対称の半円は闘牛の角、真ん中の二つの三角形は高田山を表したもの                                                                                      | 1979年         | 2004年10月1日 | 制定前は作成されていなかった                                                                              |
| 美濃郡 | 美都町   |                       | 「ミト」を図案化したもの | 1956年4月1日   | 2004年11月1日 | |
| 美濃郡 | 匹見町   |                       | 「匹」を図案化したもの | 1955年7月1日   | 2004年11月1日 | |
| 大原郡 | 大東町   |                       | 桜の花の真ん中に「大」を配したもの | 1903年11月6日  | 2004年11月1日 | 旧・大東町制時から使用され、新制施行後に継承される                                                        |
| 大原郡 | 加茂町   |                       | 「カ」を力強く表し、雄和と発展を表したもの | 1974年5月1日   | 2004年11月1日 | |
| 大原郡 | 木次町   |                       | 「木」を鋭くして図案化したもの | 1958年10月     | 2004年11月1日 | 1981年10月26日に告示される                                                                                |
| 飯石郡 | 三刀屋町 |                       | 全体を亀の形にし、三つの「ト」と「Y」を表したもの | 1954年1月20日  | 2004年11月1日 | 第二次世界大戦前に制定されていたが詳細は不明である                                                        |
| 飯石郡 | 掛合町   |                       | 「×」は乗法で「掛」を「+」は加法で「合」を意味し、前向きに表したもの                                                                                    | 1951年4月1日   | 2004年11月1日 | 明治時代に制定されていたが、詳細は不明である                                                              |
| 飯石郡 | 吉田村   |                       | 四つの「よ」と「田」を合わせて丸く円満を目的とするために図案化したもの                                                                                  | 1889年4月1日   | 2004年11月1日 | 町村制より前に制定されていたが、詳細は不明である                                                          |
| 飯石郡 | 頓原町   |                       | 頓原の「ト」と志々の「志」を「四」に読み替え、円形に組み合わせたもの                                                                                    | 1958年         | 2005年1月1日  | |
| 飯石郡 | 赤来町   |                       | 「ア」を図案化したもの | 1959年5月      | 2005年1月1日  | |
| 出雲市 |          |                       | 「出」を表したもの | 1947年11月3日  | 2005年3月22日 | 初代の市章である 1957年11月3日に形状を決定した                                                            |
| 平田市 |          |                       | 「ヒラ」を図案化したもの | 1955年10月20日 | 2005年3月22日 | |
| 簸川郡 | 佐田町   |                       | 「サ」を象徴したもの | 1956年12月21日 | 2005年3月22日 | 佐田村章として制定され、町制施行後に継承された                                                            |
| 簸川郡 | 多伎町   |                       | 円と弧は「和」を象徴し、「タキ」を組み合わせたもの | 1966年9月30日  | 2005年3月22日 | 多岐村章として制定され、町制施行後に継承された                                                            |
| 簸川郡 | 湖陵町   |                       | 「コ」を円形に図案化したもの | 1969年11月3日  | 2005年3月22日 | |
| 簸川郡 | 大社町   |                       | 「大」を表したもの | 1961年9月26日  | 2005年3月22日 | |
| 八束郡 | 鹿島町   |                       | 「カしマ」を図案化したもの | 1971年5月      | 2005年3月31日 | 1980年7月15日に告示された                                                                                 |
| 八束郡 | 島根町   |                       | 左側の半円で「し」・右側の半円と点で「マ」・中央が「ネ」をあしらったもの                                                                                | 1971年12月11日 | 2005年3月31日 | |
| 八束郡 | 美保関町 |                       | 「美」を図案化し、合併前の四町村（美保関町、千酌村、片江村、森山村）をがっちりと結び、円満団結と飛躍を表したもの                                        | 1957年5月31日  | 2005年3月31日 | |
| 八束郡 | 玉湯町   |                       | 玉（勾玉）を中央にしてから「ユ」を湾曲させて、それらで単純明快に図案化たもの                                                                            | 1979年6月      | 2005年3月31日 | 2代目の町章である                                                                                         |
| 八束郡 | 宍道町   |                       | 「宍」を曲がった形にして発展を意味して図案化したもの | 1975年11月14日 | 2005年3月31日 | |
| 八束郡 | 八束町   |                       | 八つの「カ」を円周で組み合わせたもので「八カ」=「八束」読むことが出来、町内の八大字（江島・遅江・亀尻・寺津・入江・波入・二子・馬渡）を表したものである | 1970年4月1日   | 2005年3月31日 | |
| 八束郡 | 八雲村   |                       | 旧岩坂村・旧熊野村・旧大庭村を円満な形にして象徴したもの                                                                                                | 1954年3月10日  | 2005年3月31日 | |
| 仁多郡 | 仁多町   |                       | 「仁」を円形と三角形にして図案化したもの | 1955年         | 2005年3月31日 | |
| 仁多郡 | 横田町   | （赤色篇） （青色篇） | 「よ」を鳩の形に図案化したもの | 1959年7月      | 2005年3月31日 | 色はメインカラーは赤色（横田レッド）・サブカラーは青色（横田ブルー）が指定されている                      |
| 鹿足郡 | 津和野町 |                       | 三つの松葉を意匠化し、その中に「津」を配したもの | 1955年1月10日  | 2005年9月25日 | 旧・津和野町制時（制定日不明）に制定され、新町制時に継承され、1978年1月1日に再制定された 初代の町章である |
| 鹿足郡 | 日原町   |                       | 「日」を図案化したもの | 1938年4月10日  | 2005年9月25日 | 制定前から仮に使用していた                                                                                |
| 那賀郡 | 金城町   |                       | 「カ」を図案化したもの | 1960年7月10日  | 2005年10月1日 | 金城村章として制定され、町制施行後に継承した                                                              |
| 那賀郡 | 旭町     |                       | 「旭」を図案化したもの | 1958年12月1日  | 2005年10月1日 | |
| 那賀郡 | 弥栄村   |                       | 「ヤサカ」を大胆に組み合わせて図案化したもの | 1967年9月27日  | 2005年10月1日 | |
| 那賀郡 | 三隅町   |                       | 三つの「ス」を図案化したもの | 1955年4月1日   | 2005年10月1日 | |
| 邇摩郡 | 温泉津町 |                       | 「ゆ」を輪上にして図案化したもの | 1954年7月3日   | 2005年10月1日 | |
| 邇摩郡 | 仁摩町   |                       | 白字で「二」・赤字で「マ」を組み合わせ、表したもの | 1954年7月      | 2005年10月1日 | 色は赤色と白色が指定されている                                                                            |
| 鹿足郡 | 六日市町 |                       | 「六日」を組み合わせたもの | 1970年6月6日   | 2005年10月1日 | |
| 鹿足郡 | 柿木村   |                       | 三角形を組合せたもの | 1968年12月24日 | 2005年10月1日 | |
| 八束郡 | 東出雲町 |                       | 「ヒ」・「雲」を図案化したもの | 1963年11月5日  | 2011年8月1日  | |
| 斐川郡 | 斐川町   |                       | 「ひ川」を組み合わせたもの | 1955年         | 2011年10月1日 | 斐川村章として制定され、町制施行後に継承した                                                              |

### 書籍
- 小学館辞典編集部 編『図典 日本の市町村章』（初版第1刷）小学館、2007年1月10日。ISBN 4095263113。
- 近藤春夫『都市の紋章 : 一名・自治体の徽章』行水社、1915年。NDLJP:955061
- 中川幸也『シリーズ人間とシンボル第2号「都市の旗と紋章」』中川ケミカル、1987年10月11日。
- 丹羽基二『日本の市章 （西日本）』保育社、1984年5月5日。
- 望月政治『都章道章府章県章市章のすべて』日本出版貿易株式会社、1973年7月7日。
- NHK情報ネットワーク『NHKふるさとデータブック7 [中国]』日本放送協会、1992年5月1日。
- 国際図書『事典　シンボルと公式制度』国民文化協会、1968年。

### ウェブサイト
- 島根県の地名鑑（2006年3月31日現在に存在する自治体名と1987年2月1日現在に存在する自治体名を掲載している）

### 自治体書籍
- 島根県地名研究会・島根県総務部地方課『島根県の地名鑑』島根県総務部地方課、1987年3月。
- 「角川日本地名大辞典」編纂委員会『角川日本地名大辞典 32 島根県』角川書店、1979年7月。

#### 出雲地区
- 鹿島町役場『鹿島町例規集』島根県八束郡鹿島町。
- 美保関町変遷委員会『美保関町誌 下巻』島根県八束郡美保関町、1986年11月30日。
- 山陰中央新報社『玉湯百年のあゆみ』島根県八束郡玉湯町、2005年1月。
- 宍道町役場『志んじ』島根県八束郡宍道町、1976年。
- 宍道町役場『宍道町例規集』島根県八束郡宍道町。
- 八束町役場『八束町例規集』島根県八束郡八束町。
- 八束町教育委員会『八束町誌』島根県八束郡八束町、1992年。
- 八雲村役場『八雲村例規集』島根県八束郡八雲村。
- 大東町誌編纂委員会『新大東町誌』島根県大原郡大東町、2004年10月。
- 木次町役場『木次町例規集』島根県大原郡木次町。
- 加茂町合併70周年閉町記念誌編集委員会『ふるさとわがまち 加茂町合併70周年・閉町記念誌』雲南市加茂総合センター、2005年2月。
- 三刀屋町総務課『広報みとや縮刷版 合併30周年記念昭和29 - 58年』島根県飯石郡三刀屋町、1984年。

#### 石見地区
- 瑞穂町専門委員会『瑞穂町誌 第3集』島根県邑智郡瑞穂町教育委員会、1976年。
- 温泉津町誌編纂委員会『温泉津町誌研究』島根県邇摩郡温泉津町、1990年。
- 仁摩町役場『仁摩町制施行50周年記念誌』島根県邇摩郡仁摩町、2004年11月。
- 邑智町役場『邑智町誌 上巻』島根県邑智郡邑智町、1978年。
- 邑智町役場『邑智町誌 下巻』島根県邑智郡邑智町、1978年。
- 大和村誌編纂委員会『大和村誌 上巻』島根県邑智郡大和村、1981年。
- 大和村誌編纂委員会『大和村誌 下巻』島根県邑智郡大和村、1981年。
- 続・大和村誌編纂委員会『続・大和村誌』島根県邑智郡大和村、2004年9月。

#### 隠岐地区
- 西郷町編纂委員会『西郷町誌 上巻』島根県隠岐郡西郷町、1975年。
- 西郷町役場『日本海に浮かぶ:ふるさとアルバム』島根県隠岐郡西郷町、1989年。
- 布施村編纂委員会『布施村誌』島根県隠岐郡布施村、1986年。
- 五箇村編纂委員会『五箇村誌』島根県隠岐郡五箇村、1988年。
- 都万村編纂委員会『都万村誌』島根県隠岐郡都万村、1990年。